# 함경남도 (일제강점기)

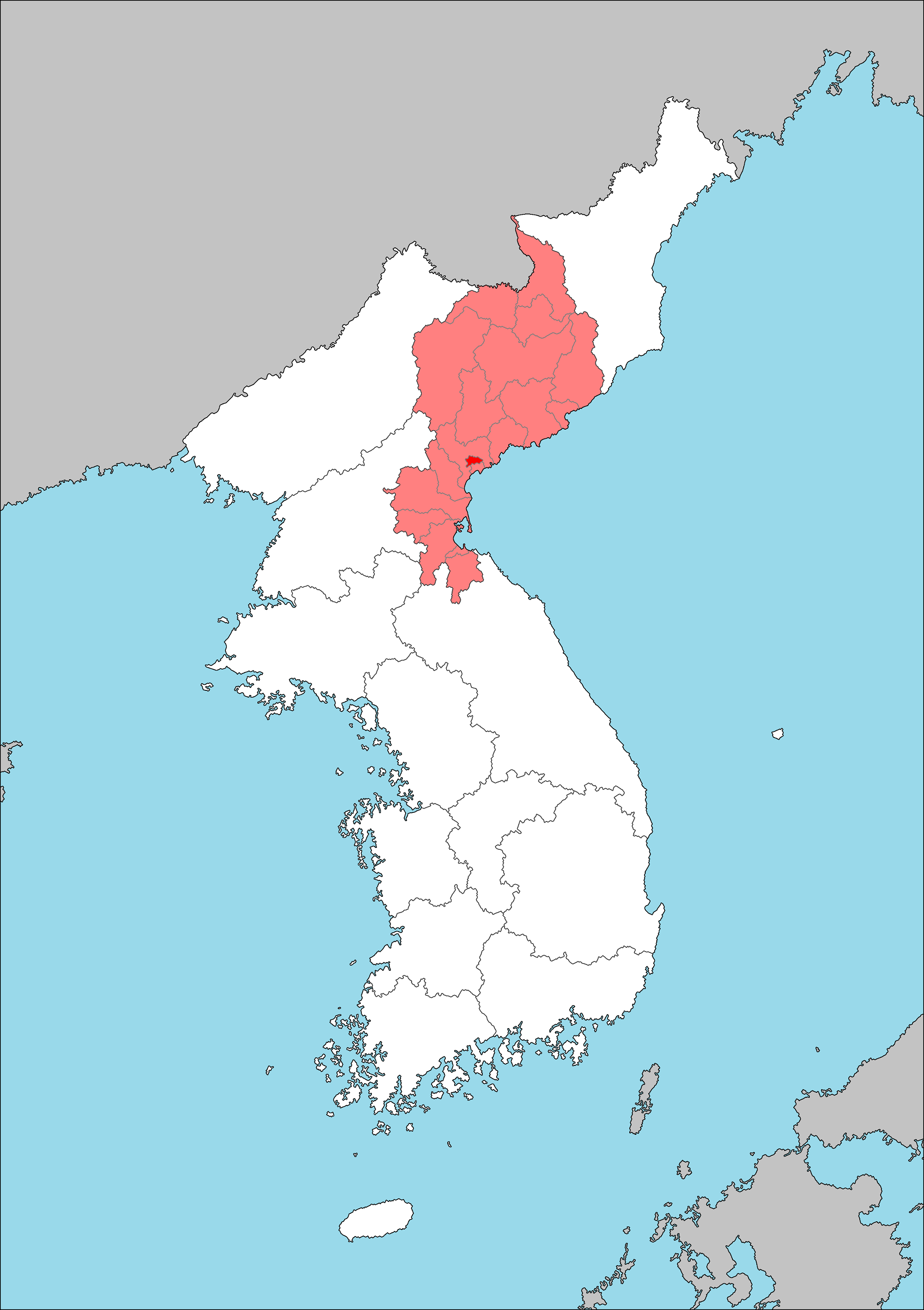
1945년의 함경남도.

함경남도(咸鏡南道, 일본어: 咸鏡南道, かんきょうなんどう 간쿄난도[*])는 일제강점기였던 1910년부터 1945년까지 존재했던 행정 구역 가운데 하나로 도청 소재지는 함흥부이며 면적은 31,978.41km2(1940년 당시 기준), 인구는 2,015,352명(1944년 당시 기준), 인구 밀도는 63.0명/km2이다. 현재의 조선민주주의인민공화국의 함경남도와 량강도의 전체 지역, 강원도의 일부 지역에 걸쳐 있었으며 3개 부, 16개 군을 관할했다.

## 인구
| 연도   | 인구        | 인구 그래프 | 비고 |
| ------ | ----------- | ----------- | ---- |
| 1925년 | 1,412,996명 |             |      |
| 1930년 | 1,578,491명 |             |      |
| 1935년 | 1,721,676명 |             |      |
| 1940년 | 1,878,992명 |             |      |
| 1944년 | 2,015,352명 |             |      |

1944년(쇼와 19년)에 실시된 인구 조사에서는 다음과 같은 인구가 분포했다.
- 전체 인구: 2,015,352명
  - 일본인: 69,110명
  - 조선인: 1,939,093명
  - 그 외의 민족: 7,149명

## 행정 구역
행정 구역은 1945년(쇼와 20년) 당시를 기준으로 한다.

### 부
- 함흥부 (咸興府, 간코부)
- 원산부 (元山府, 겐잔부)
- 흥남부 (興南府, 고난부)

### 군
- 함주군 (咸州郡, 간슈군)
  - 주북면(州北面), 기곡면(岐谷面), 하기천면(下岐川面), 상기천면(上岐川面), 하조양면(下朝陽面), 상조양면(上朝陽面), 천서면(川西面), 천원면(川原面), 주서면(州西面), 주지면(朱地面), 연포면(連浦面), 삼평면(三平面), 운남면(雲南面), 서호면(西湖面), 서퇴조면(西退潮面), 동천면(東川面), 덕산면(德山面)
- 정평군 (定平郡, 데이헤이군)
  - 정평면(定平面), 광덕면(廣德面), 장원면(長原面), 춘류면(春柳面), 문산면(文山面), 귀림면(歸林面), 선덕면(宣德面), 주이면(朱伊面), 고산면(高山面)
- 영흥군 (永興郡, 에이코군)
  - 영흥읍(永興邑), 복흥면(福興面), 순녕면(順寧面), 억기면(憶岐面), 진평면(鎭坪面), 호도면(虎島面), 고령면(古寧面), 인흥면(仁興面), 덕흥면(德興面), 장흥면(長興面), 선흥면(宣興面), 요덕면(耀德面), 횡천면(橫川面)
- 고원군 (高原郡, 고겐군)
  - 고원읍(高原邑), 상산면(上山面), 군내면(郡內面), 수동면(水洞面), 산곡면(山谷面), 운곡면(雲谷面)
- 문천군 (文川郡, 분센군)
  - 천내읍(川內邑), 문천면(文川面), 명구면(明龜面), 운림면(雲林面), 덕원면(德源面), 북성면(北城面), 적전면(赤田面), 현면(縣面), 풍상면(豊上面), 풍하면(豊下面)
- 안변군 (安邊郡, 안헨군)
  - 안변면(安邊面), 안도면(安道面), 배화면(培花面), 서곡면(瑞谷面), 문산면(文山面), 신고산면(新高山面), 신모면(新茅面), 석왕사면(釋王寺面)
- 홍원군 (洪原郡, 고겐군)
  - 홍원읍(洪原邑), 경운면(景雲面), 용원면(龍源面), 용포면(龍浦面), 보현면(普賢面), 운학면(雲鶴面), 보청면(甫靑面)
- 북청군 (北靑郡, 호쿠세이군)
  - 북청읍(北靑邑), 신포읍(新浦邑), 신창읍(新昌邑), 신북청면(新北靑面), 거산면(居山面), 속후면(俗厚面), 양화면(陽化面), 후창면(厚昌面), 가회면(佳會面), 상거서면(上車書面), 하거서면(下車書面), 덕성면(德城面), 성대면(星岱面), 이곡면(泥谷面)
- 리원군 (利原郡, 리겐군)
  - 차호읍(遮湖邑), 이원면(利原面), 동면(東面), 남송면(南松面)
- 단천군 (端川郡, 단센군)
  - 단천읍(端川邑), 복귀면(福貴面), 하다면(何多面), 신만면(新滿面), 수하면(水下面), 이중면(利中面), 광천면(廣泉面), 남두일면(南斗日面), 북두일면(北斗日面)
- 신흥군 (新興郡, 신코군)
  - 신흥면(新興面), 가평면(加平面), 원평면(元平面), 서고천면(西古川面), 영고면(永高面), 상원천면(上元川面), 하원천면(下元川面), 동상면(東上面)
- 장진군 (長津郡, 조신군)
  - 장진면(長津面), 동문면(東門面), 상남면(上南面), 중남면(中南面), 서한면(西閑面), 북면(北面), 동하면(東下面)
- 풍산군 (豊山郡, 부잔군)
  - 풍산면(豊山面), 웅이면(熊耳面), 안수면(安水面), 안산면(安山面), 천남면(天南面)
- 삼수군 (三水郡, 산스이군)
  - 삼수면(三水面), 금수면(襟水面), 호인면(好仁面), 신파면(新坡面), 자서면(自西面), 삼서면(三西面), 관흥면(館興面)
- 갑산군 (甲山郡, 고잔군)
  - 갑산면(甲山面), 산남면(山南面), 진동면(鎭東面), 회린면(會麟面), 동인면(同仁面)
- 혜산군 (惠山郡, 게이잔군)
  - 혜산읍(惠山邑), 별동면(別東面), 운흥면(雲興面), 보천면(普天面), 대진면(大鎭面), 봉두면(鳳頭面)

## 역대 도지사
| 호적   | 이름              | 한자 표기   | 재임 기간                           | 비고                              |
| ------ | ----------------- | ----------- | ----------------------------------- | --------------------------------- |
| 조선인 | 신응희            | 申應熙      | 1910년 10월 1일 - 1918년 9월 23일   | 함경남도 장관                     |
| 조선인 | 이규완            | 李圭完      | 1918년 9월 23일 - 1924년 12월 1일   | 장관, 1919년 8월부터 함경남도지사 |
| 조선인 | 김관현            | 金寛鉉      | 1924년 12월 1일 - 1926년 8월 14일   |                                   |
| 내지인 | 나카노 다사부로   | 中野 太三郎 | 1926년 8월 14일 - 1929년 1월 21일   |                                   |
| 내지인 | 마노 세이이치     | 馬野 精一   | 1929년 1월 21일 - 1929년 12월 11일  |                                   |
| 내지인 | 마쓰이 후사지로   | 松井 房治郎 | 1929년 12월 11일 - 1930년 11월 12일 |                                   |
| 내지인 | 세키미즈 다케시   | 関水 武     | 1930년 11월 12일 - 1933년 8월 4일   |                                   |
| 내지인 | 하기와라 히코조   | 萩原 彦三   | 1933년 8월 4일 - 1935년 2월 4일     |                                   |
| 내지인 | 유노무라 다쓰지로 | 湯村 辰二郎 | 1935년 2월 4일 - 1936년 10월 16일   |                                   |
| 내지인 | 사사가와 교자부로 | 笹川 恭三郎 | 1936년 10월 16일 - 1940년 9월 2일   |                                   |
| 내지인 | 신가이 하지메     | 新貝 肇     | 1940년 9월 2일 - 1941년 5월 31일    |                                   |
| 내지인 | 단게 이쿠타로     | 丹下 郁太郎 | 1941년 5월 31일 - 1942년 4월 7일    |                                   |
| 내지인 | 세토 미치카즈     | 瀬戸 道一   | 1942년 4월 7일 - 1943년 12월 1일    |                                   |
| 내지인 | 야규 시게오       | 柳生 繁雄   | 1943년 12월 1일 - 1945년 2월 14일   |                                   |
| 내지인 | 기시 유이치       | 岸 勇一     | 1945년 2월 14일 - 1945년 8월 15일   | 광복                              |

## 같이 보기
- 한국의 행정 구역